# Kostel svatého Havla (Skalsko)
Římskokatolický farní kostel svatého Havla (svatého Vojtěcha) ve Skalsku je barokní sakrální stavba stojící severozápadně od návsi. Někdy bývá uváděno, že kostel je nově zasvěcen sv. Vojtěchovi. Od roku 1967 je kostel chráněn jako kulturní památka.

## Historie

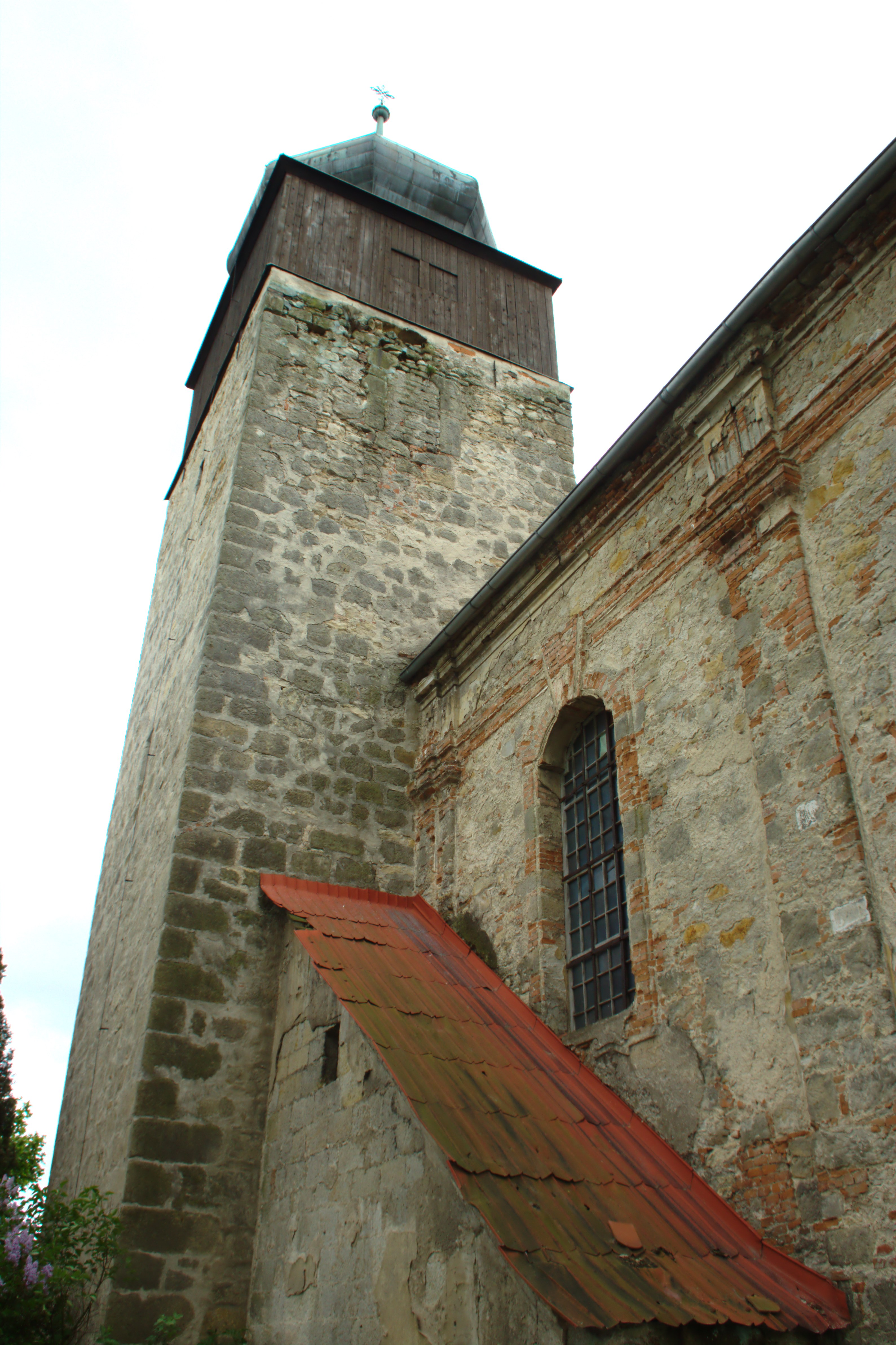
Věž kostela

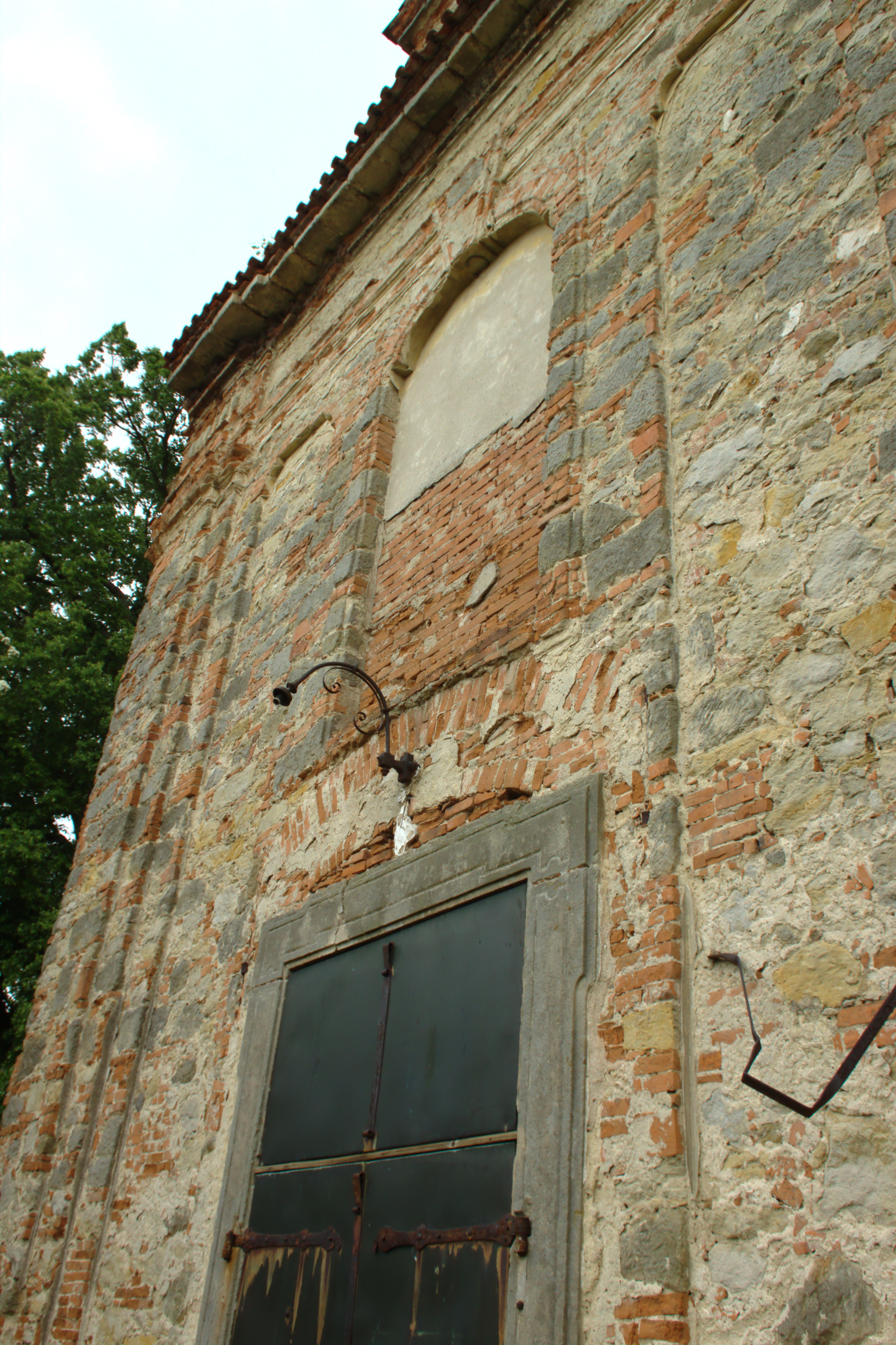
Boční vstup do kostela ve Skalsku

Jižní fasáda kostela ve Skalsku

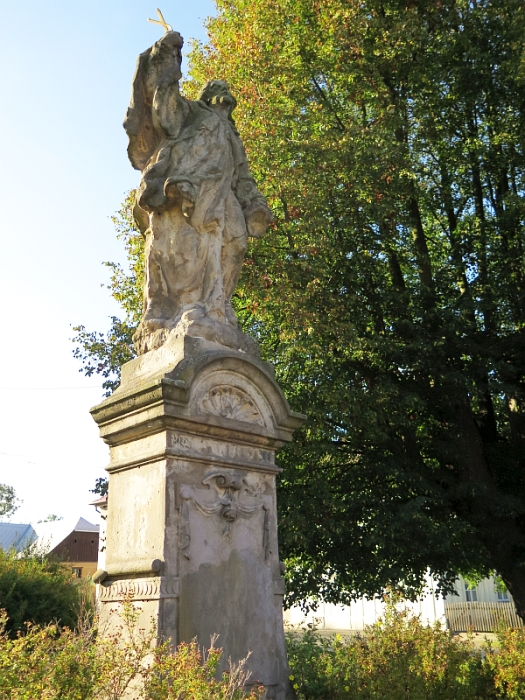
Socha sv. Jana Nepomuckého ve středu návsi ve Skalsku

Původní gotický kostel je doložen do roku 1364. Z původní stavby zůstala zachována věž, ke které byl v roce 1735 přistavěn servity nový kostel, který byl opravován roku 1879. Věž byla opravována v roce 1825 a v roce 1870 byla snížena. K další opravě věže došlo v roce 1874.
Duchovní správci kostela jsou uvedeni na stránce: Římskokatolická farnost Skalsko.

## Architektura
Kostel je jednolodní, obdélný. Má pravoúhlý presbytář a po severní straně hranolovou věž z pískovcových kvádrů. Věž má v přízemi sakristii. Západní průčelí je členěno pilastry, vrcholí štítem a uprostřed má portál. Stěny jsou zevně členěny pilastry a vysokými půlkruhově uzavřenými okny s klenáky. Nejvyšší patro věže je roubené, ukončené cibulí. Ve věži jsou úzká obdélná okénka. V 5. patře východní stěny věže je pos oknem zazděna neúplná deska se znakem a jmény Jana a Bohuslava z Kunvaldu a Dražic (1450–1482), která snad pochází z původní stavby kostela.
Vnitřek kostela je členěn pilastry s čabrakovými hlavicemi a je sklenut českými plackami do pásů. Placky v presbytáři jsou zdobeny štukovými rámci. Triumfální oblouk v lodi kostela má plochý půlkruhový pas.

## Zařízení
Hlavní oltář je barokní z období kolem roku 1735. Architektura hlavního oltáře i sochy patří mezi umělecky kvalitní práce pocházející z některé pražské dílny. Oltář je portálový s tordovanými sloupy a sochami sv. Antonína Paduánského a sv. Františka Xaverského, které jsou po jeho stranách. Uprostřed oltáře se nachází obraz sv. Vojtěcha od Viléma Kandlera z roku 1849. Nejvýše mezi volutami je socha klečícího sv. Havla mezi anděly. Dva boční oltáře jsou rokokové z období kolem roku 1750. Levý boční oltář s obrazem sv. Jana Nepomuckého rozdávajícího almužnu pochází ze druhé poloviny 18. století. Po stranách se nacházejí sochy zakladatelů řádu servitů. Jedná se patrně od sv. Filipa Benicia a sv. Julianu Falconieri. Pravý boční oltář je s obrazem sv. Josefa z období kolem roku 1760. Po stranách tohoto pravého bočního oltáře se nacházejí sochy sv. Jáchyma a sv. Anny. Barokní kazatelna je pětiboká s obrazy čtyř evangelistů je z období kolem roku 1700. V lodi je votivní oltář Kalvárie z roku 1829. Byl postaven na paměť zemřelého Josefa Šichta, s obrazem Kalvárie na dřevě, který je signován: „Martin Teiček v Praze r. 1829“. Křížová cesta pochází z první poloviny 19. století. V presbytáři jsou patronátní intarzované lavice z první poloviny 18. století a v lodi jsou lavice s řezaným akantem na bocích z téhož období. Cínová křtitelnice má na víku přiletované hlavičky Turků a po obvodu latinskou dedikaci Mikuláše z Třebic k (neurčenému) kostelu sv. Michala, se signaturou autora, konváře Matouše Berounského a s letopočtem 1500.

## Okolí kostela
Při jižní stěně kostelní lodi je empírová hrobka J. Schichta z roku 1826. Hrobka je s pilastry a bosovanými nárožími. Uvnitř je sousoší Víry, Naděje a Lásky (tří Božských ctností), které je snad dílem Josefa Maxe z období kolem roku 1826. V jihozápadním koutě hřbitova je kostnice. Jedná se o barokní, centrální, šestibokou stavbu s mansardovou střechou. Márnice má uvnitř plochý strop. Při věži je náhrobník se sochou Víry. Jde o kamenickou práci z roku 1860. Barokní socha sv. Jana Nepomuckého, která stojí v obci, pochází z období po polovině 18. století.